# كينزو أوهاشي
كينزو أوهاشي (باليابانية: 大橋 謙三) (مواليد 21 أبريل 1934)، هو لاعب كرة قدم ياباني سابق كان يلعب كلاعب وسط. سبق له أن لعب مع منتخب اليابان.

## وصلات خارجية
- كينزو أوهاشي على موقع ناشيونال فوتبول تيمز (الإنجليزية)

- National Football Teams
- Japan National Football Team Database